# العلاقات البليزية الفانواتية
العلاقات البليزية الفانواتية هي العلاقات الثنائية التي تجمع بين بليز وفانواتو.

## مقارنة بين البلدين
هذه مقارنة عامة ومرجعية للدولتين:
| وجه المقارنة                                              | بليز         | فانواتو                                  |
| --------------------------------------------------------- | ------------ | ---------------------------------------- |
| المساحة (كم2)                                             | 22.97 ألف    | 12.19 ألف                                |
| عدد السكان (نسمة)                                         | 374.68 ألف   | 276.24 ألف                               |
| الكثافة السكانية (ن./كم²)                                 | 16.31        | 22.66                                    |
| العاصمة                                                   | بلموبان      | بورت فيلا                                |
| اللغة الرسمية                                             | لغة إنجليزية | اللغة البسلاما، لغة فرنسية، لغة إنجليزية |
| العملة                                                    | دولار بليزي  | فاتو فانواتي                             |
| الناتج المحلي الإجمالي (بليون دولار)                      | 1.84 مليار   | 862.88 مليون                             |
| الناتج المحلي الإجمالي (تعادل القوة الشرائية) بليون دولار | 3.05 مليار   | 790.76 مليون                             |
| الناتج المحلي الإجمالي الاسمي للفرد دولار أمريكي          | 4.88 ألف     | 2.81 ألف                                 |
| الناتج المحلي الإجمالي للفرد دولار أمريكي                 | 8.42 ألف     | 3.03 ألف                                 |
| مؤشر التنمية البشرية                                      | 0.715        | 0.594                                    |
| رمز المكالمات الدولي                                      | +501         | +678                                     |
| رمز الإنترنت                                              | .bz          | .vu                                      |
| المنطقة الزمنية                                           | 00           | ت ع م+11:00                              |

## منظمات دولية مشتركة
يشترك البلدان في عضوية مجموعة من المنظمات الدولية، منها:
| علم المنظمة | اسم المنظمة                                 | تاريخ انضمام بليز | تاريخ انضمام فانواتو |
| ----------- | ------------------------------------------- | ----------------- | -------------------- |
|             | يونسكو                                      | 10 مايو 1982      | 10 فبراير 1994       |
|             | مؤسسة التمويل الدولية                       | 19 مارس 1982      | 28 سبتمبر 1981       |
|             | منظمة حظر الأسلحة الكيميائية                | ?                 | ?                    |
|             | مؤسسة التنمية الدولية                       | 19 مارس 1982      | 28 سبتمبر 1981       |
|             | منظمة التجارة العالمية                      | ?                 | ?                    |
|             | وكالة ضمان الاستثمار متعدد الأطراف          | 29 يونيو 1992     | 27 يوليو 1988        |
|             | الاتحاد البريدي العالمي                     | ?                 | ?                    |
|             | الاتحاد الدولي للاتصالات                    | 16 ديسمبر 1981    | 30 مارس 1988         |
|             | الأمم المتحدة                               | 25 سبتمبر 1981    | 15 سبتمبر 1981       |
|             | البنك الدولي للإنشاء والتعمير               | 19 مارس 1982      | 28 سبتمبر 1981       |
|             | مجموعة دول أفريقيا والكاريبي والمحيط الهادئ | ?                 | ?                    |
|             | تحالف الدول الجزرية الصغيرة                 | ?                 | ?                    |
|             | دول الكومنولث                               | ?                 | ?                    |

## وصلات خارجية
- موقع وزارة الخارجية البليزية